# McEwan's

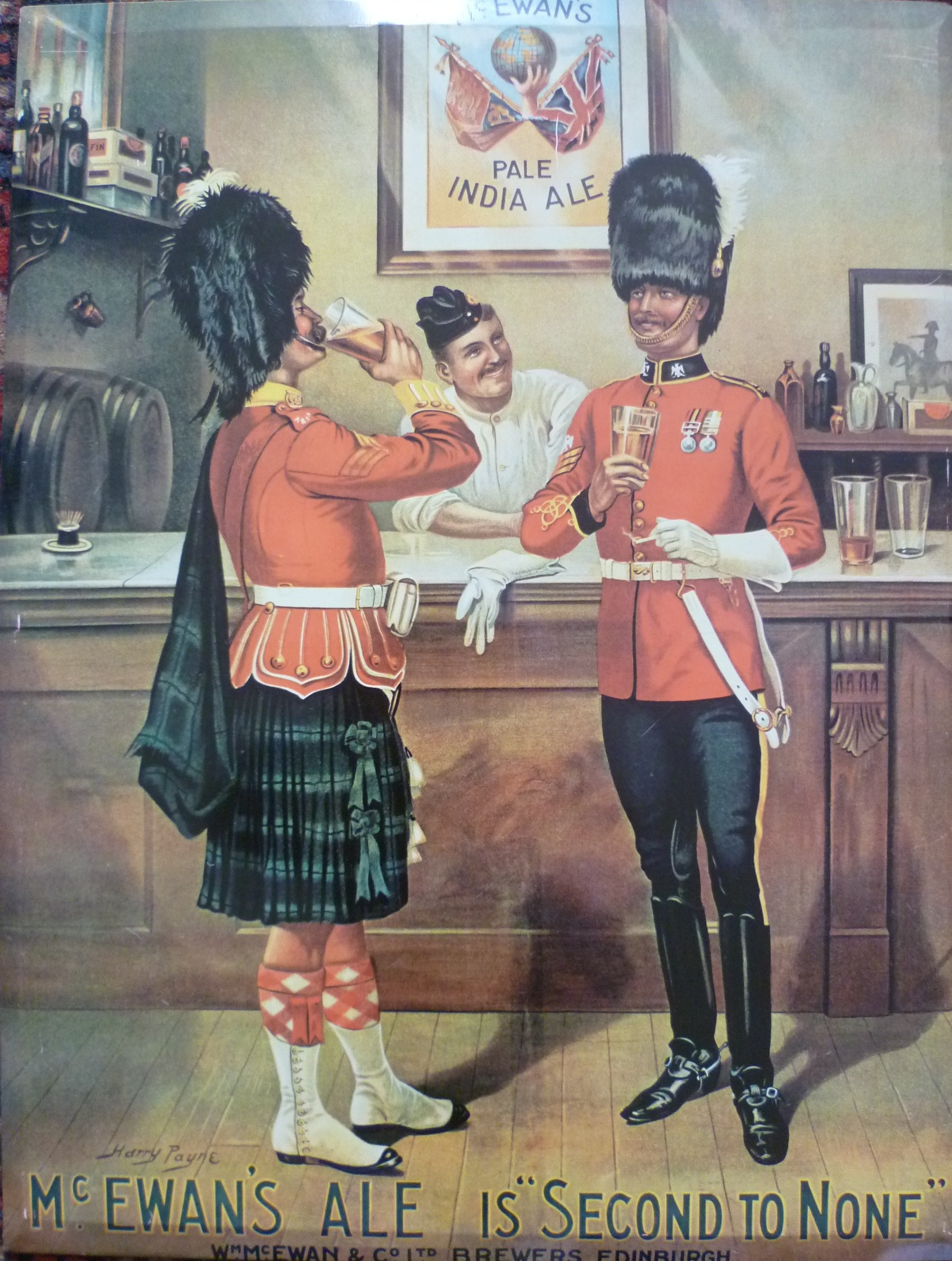
Publicité de 1906 de Mc Ewan's pour une India Pale Ale.

La McEwan's est une bière écossaise produite par le groupe anglais Wells & Young's.

## Historique
William McEwan fonde en 1856 une brasserie à Édimbourg nommée "Fountain Brewery" (la Brasserie de la Fontaine), en référence à l'eau de source qui s'écoulait à proximité. S'aidant de l'activité de transport par bateau de son père, sa bière, la McEwan's India Pale Ale, est au début principalement exportée vers les colonies britanniques. Une bière forte, la McEwan's 80/-, est lancée à la fin du XIXe siècle. En 1914, les bières sont distribuées dans tout le Royaume-Uni et en 1931, l'entreprise fusionne avec William Younger & Co et devient Scottish Brewers. Un second rapprochement a lieu avec Newcastle Breweries en 1960, donnant naissance au groupe Scottish & Newcastle.
Les trois bières principales du groupe sont alors McEwan's Export, Newcastle Brown Ale et Younger's Tartan Special. La Brasserie de la Fontaine fut reconstruite en 1973 et fut la première à utiliser le contrôle informatique de l'intégralité du procédé de fabrication. La bière lager McEwan's est lancée en 1976, les bières bouteille McEwan's Champion Ale (7.3%) en 1997 et McEwan's Parliament Ale (5%) en 1999.
Scottish & Newcastle ferme la brasserie de la fontaine en juin 2005 et transfère la production de bière pression McEwan's à la Caledonian Brewery, brasserie d'Edimbourg rachetée l'année précédente, et la production de cannettes et bouteilles à la John Smith's Brewery, à Tadcaster.
En 2008, lors du découpage de Scottish & Newcastle par Carlsberg et Heineken, la bière McEwan's passe dans le Giron d'Heineken, mais celle-ci la revend en octobre 2011 à Wells & Youngs. La production de McEwans est alors transférée à Bedford.

## Galerie

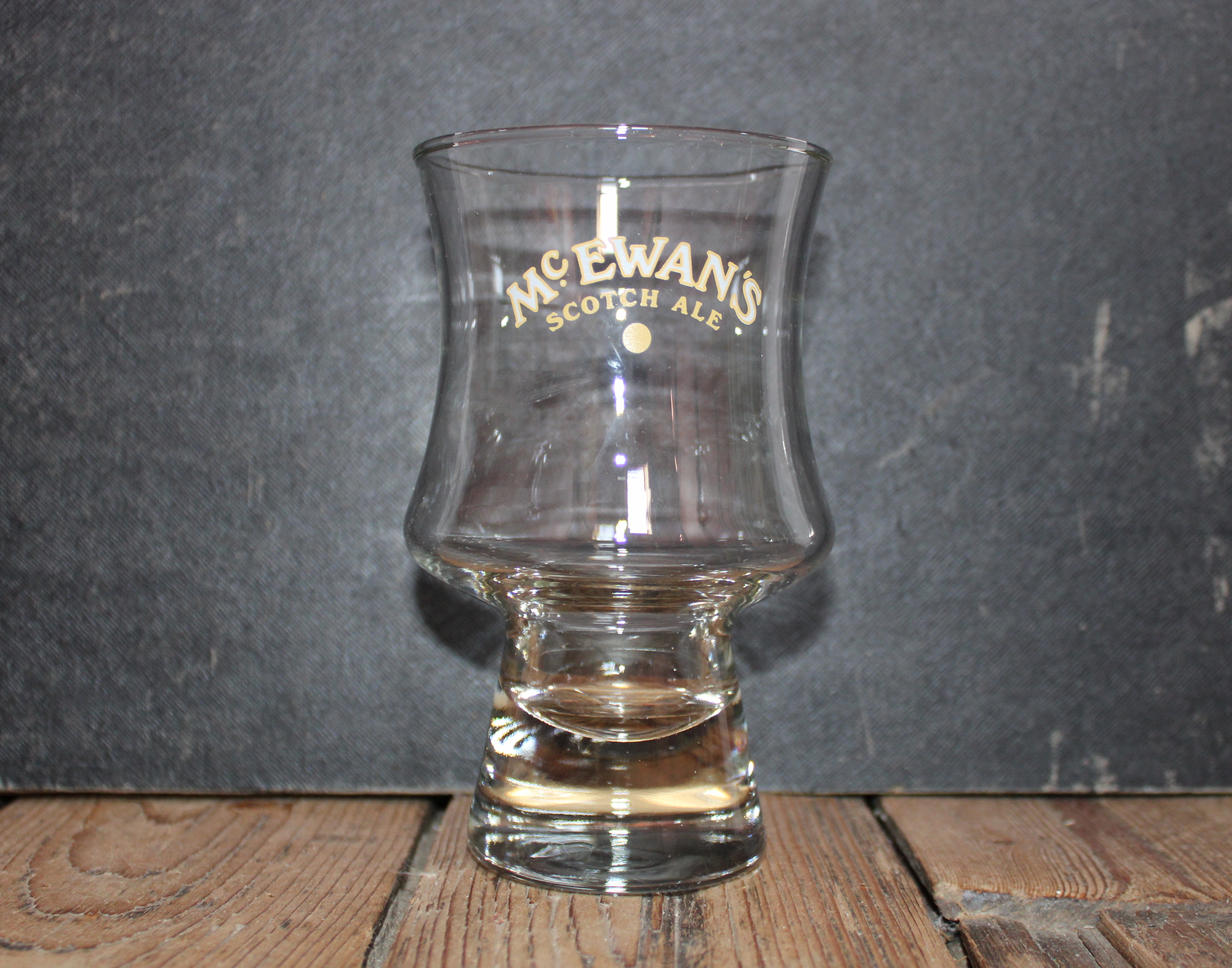
Vieux verre à bière McEwan's.
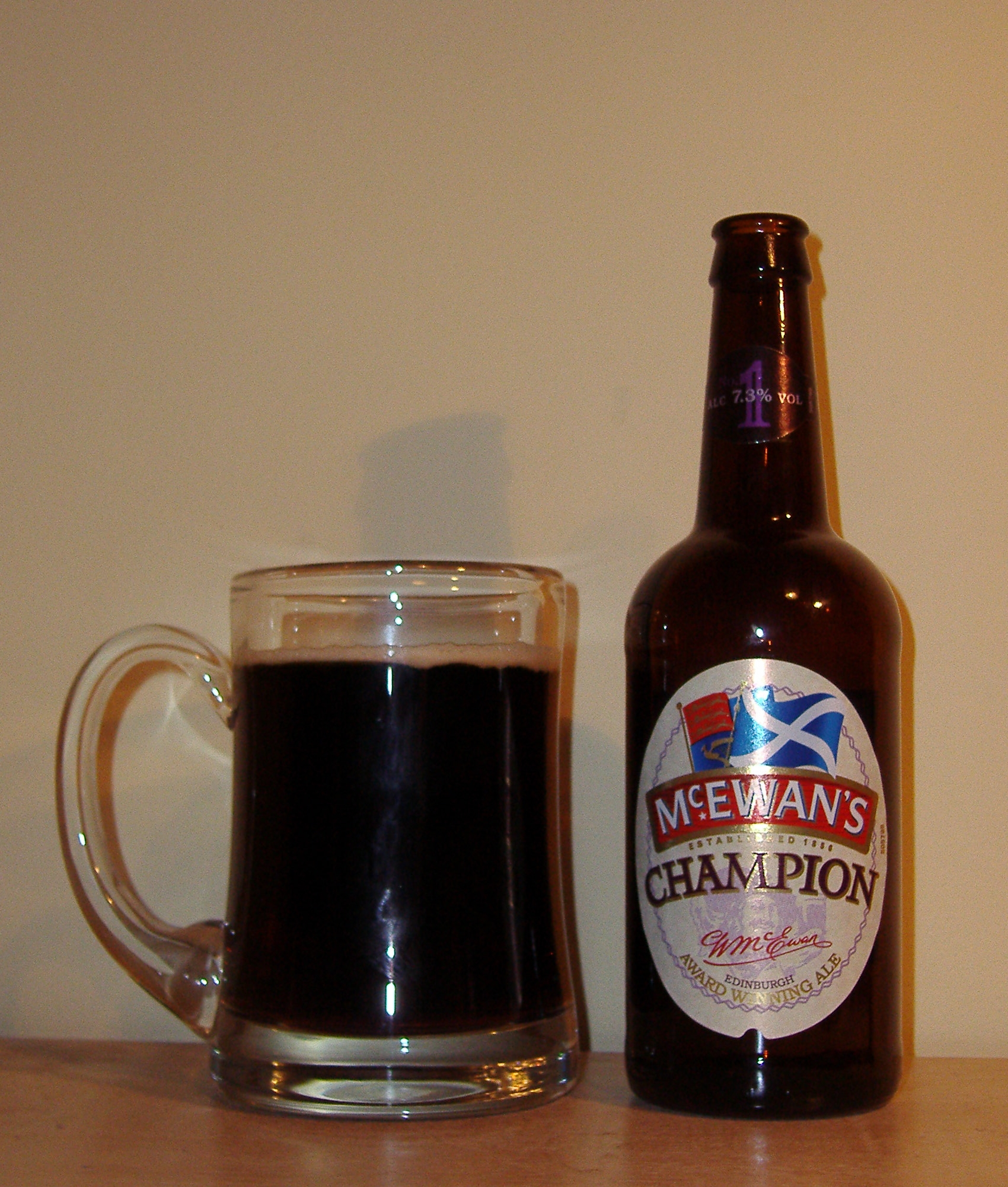
La McEwan's Champion Ale
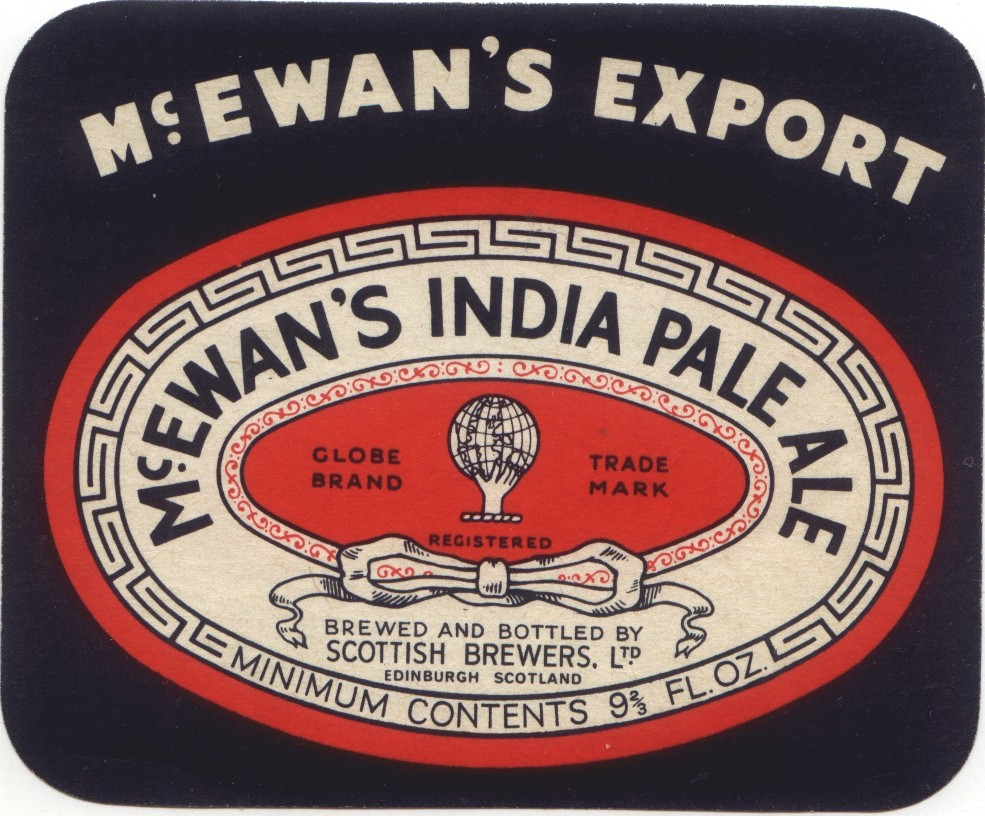
La McEwan's Export
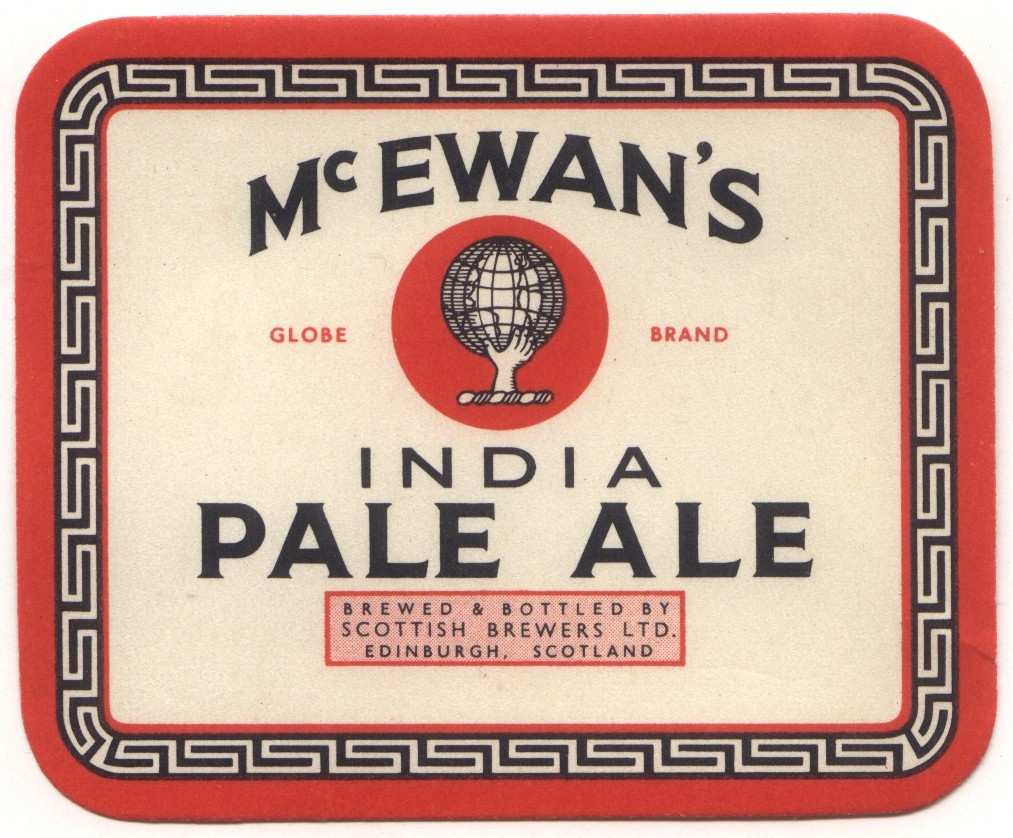
La McEwan's Pale Ale